# Puchar Ameryki Północnej w biathlonie 2019/2020
Puchar Ameryki Północnej w biathlonie 2019/2020 – kolejna edycja tego cyklu zawodów. Pierwsze starty odbyły się 30 listopada 2019 w kanadyjskim Canmore, natomiast ostatnie zawody rozegrano 8 marca 2020 w Hinton, również w Kanadzie.

## Wyniki

### Mężczyźni
| 1. Canmore, 30 listopada–3 grudnia 2019 | 1. Canmore, 30 listopada–3 grudnia 2019 | 1. Canmore, 30 listopada–3 grudnia 2019 | 1. Canmore, 30 listopada–3 grudnia 2019 | 1. Canmore, 30 listopada–3 grudnia 2019 |
| Data                                    | Konkurencja                             | miejsce                                 | miejsce                                 | miejsce                                 |
| --------------------------------------- | --------------------------------------- | --------------------------------------- | --------------------------------------- | --------------------------------------- |
| 30 listopada                            | Sprint                                  | Carsen Campbell                         | Matthew Strum                           | Trevor Kiers                            |
| 1 grudnia                               | Bieg pościgowy                          | Carsen Campbell                         | Mark Arendz                             | Trevor Kiers                            |

| 3. Craftsbury, 11–12 stycznia 2020 | 3. Craftsbury, 11–12 stycznia 2020 | 3. Craftsbury, 11–12 stycznia 2020 | 3. Craftsbury, 11–12 stycznia 2020 | 3. Craftsbury, 11–12 stycznia 2020 |
| Data                               | Konkurencja                        | miejsce                            | miejsce                            | miejsce                            |
| ---------------------------------- | ---------------------------------- | ---------------------------------- | ---------------------------------- | ---------------------------------- |
| 11 stycznia                        | Sprint                             | Cody Johnson                       | Troy Martel                        | Cedrick Wigger                     |
| 12 stycznia                        | Bieg indywidualny                  | Cody Johnson                       | Cedrick Wigger                     | Troy Martel                        |

| 4. Fort Kent, 1–2 lutego 2020 | 4. Fort Kent, 1–2 lutego 2020 | 4. Fort Kent, 1–2 lutego 2020 | 4. Fort Kent, 1–2 lutego 2020 | 4. Fort Kent, 1–2 lutego 2020 |
| Data                          | Konkurencja                   | miejsce                       | miejsce                       | miejsce                       |
| ----------------------------- | ----------------------------- | ----------------------------- | ----------------------------- | ----------------------------- |
| 1 lutego                      | Sprint                        | Luke Brown                    | Cody Johnson                  | Raleigh Goessling             |
| 2 lutego                      | Bieg masowy                   | Raleigh Goessling             | Cody Johnson                  | Luke Brown                    |

| 5. Valcartier, 8–9 lutego 2020 | 5. Valcartier, 8–9 lutego 2020 | 5. Valcartier, 8–9 lutego 2020 | 5. Valcartier, 8–9 lutego 2020 | 5. Valcartier, 8–9 lutego 2020 |
| Data                           | Konkurencja                    | miejsce                        | miejsce                        | miejsce                        |
| ------------------------------ | ------------------------------ | ------------------------------ | ------------------------------ | ------------------------------ |
| 8 lutego                       | Sprint                         | Neal Gottzmann                 | David Racette                  | –                              |
| 9 lutego                       | Bieg pościgowy                 | Neal Gottzmann                 | –                              | –                              |

| 6. Hinton, 7–8 marca 2020 | 6. Hinton, 7–8 marca 2020 | 6. Hinton, 7–8 marca 2020 | 6. Hinton, 7–8 marca 2020 | 6. Hinton, 7–8 marca 2020 |
| Data                      | Konkurencja               | miejsce                   | miejsce                   | miejsce                   |
| ------------------------- | ------------------------- | ------------------------- | ------------------------- | ------------------------- |
| 8 marca                   | Sprint                    | Trevor Kiers              | –                         | –                         |

### Kobiety
| 1. Canmore, 30 listopada–3 grudnia 2019 | 1. Canmore, 30 listopada–3 grudnia 2019 | 1. Canmore, 30 listopada–3 grudnia 2019 | 1. Canmore, 30 listopada–3 grudnia 2019 | 1. Canmore, 30 listopada–3 grudnia 2019 |
| Data                                    | Konkurencja                             | miejsce                                 | miejsce                                 | miejsce                                 |
| --------------------------------------- | --------------------------------------- | --------------------------------------- | --------------------------------------- | --------------------------------------- |
| 30 listopada                            | Sprint                                  | Deedra Irwin                            | Siena Ellingson                         | Brittany Hudak                          |
| 1 grudnia                               | Bieg pościgowy                          | Brittany Hudak                          | Emily Young                             | Deedra Irwin                            |

| 2. West Yellowstone, 14–15 grudnia 2019 | 2. West Yellowstone, 14–15 grudnia 2019 | 2. West Yellowstone, 14–15 grudnia 2019 | 2. West Yellowstone, 14–15 grudnia 2019 | 2. West Yellowstone, 14–15 grudnia 2019 |
| Data                                    | Konkurencja                             | miejsce                                 | miejsce                                 | miejsce                                 |
| --------------------------------------- | --------------------------------------- | --------------------------------------- | --------------------------------------- | --------------------------------------- |
| 14 grudnia                              | Sprint                                  | Mikayla Maier                           | –                                       | –                                       |
| 15 grudnia                              | Bieg pościgowy                          | –                                       | –                                       | –                                       |

| 3. Craftsbury, 11–12 stycznia 2020 | 3. Craftsbury, 11–12 stycznia 2020 | 3. Craftsbury, 11–12 stycznia 2020 | 3. Craftsbury, 11–12 stycznia 2020 | 3. Craftsbury, 11–12 stycznia 2020 |
| Data                               | Konkurencja                        | miejsce                            | miejsce                            | miejsce                            |
| ---------------------------------- | ---------------------------------- | ---------------------------------- | ---------------------------------- | ---------------------------------- |
| 11 stycznia                        | Sprint                             | Siena Ellingson                    | Helene Thomas                      | –                                  |
| 12 stycznia                        | Bieg indywidualny                  | Siena Ellingson                    | –                                  | –                                  |

| 4. Fort Kent, 1–2 lutego 2020 | 4. Fort Kent, 1–2 lutego 2020 | 4. Fort Kent, 1–2 lutego 2020 | 4. Fort Kent, 1–2 lutego 2020 | 4. Fort Kent, 1–2 lutego 2020 |
| Data                          | Konkurencja                   | miejsce                       | miejsce                       | miejsce                       |
| ----------------------------- | ----------------------------- | ----------------------------- | ----------------------------- | ----------------------------- |
| 1 lutego                      | Sprint                        | Mikayla Maier                 | Siena Ellingson               | Kelly Kjorlien                |
| 2 lutego                      | Bieg masowy                   | Kelly Kjorlien                | Siena Ellingson               | Mikayla Maier                 |

| 5. Valcartier, 8–9 lutego 2020 | 5. Valcartier, 8–9 lutego 2020 | 5. Valcartier, 8–9 lutego 2020 | 5. Valcartier, 8–9 lutego 2020 | 5. Valcartier, 8–9 lutego 2020 |
| Data                           | Konkurencja                    | miejsce                        | miejsce                        | miejsce                        |
| ------------------------------ | ------------------------------ | ------------------------------ | ------------------------------ | ------------------------------ |
| 8 lutego                       | Sprint                         | Darya Sepandj                  | Eve Racette                    | Lina Lapierre                  |
| 9 lutego                       | Bieg pościgowy                 | Darya Sepandj                  | Eve Racette                    | Lina Lapierre                  |